# Quiz: Tonosama no Yabō
Quiz: Tonosama no Yabō (クイズ殿様の野望, Kuizu Tonosama no Yabō) est un jeu vidéo de quiz, développé par Capcom et sorti en 1991 sur système d'arcade Mitchell.  Il fut ensuite converti sur PC-Engine et sur Mega-CD en 1992, puis sur PC-98 en 1993,.

## Portages
- PC-Engine : 1992
- Mega-CD : Capcom no Quiz: Tonosama no Yabou 1992
- PC-98 : 1993

## Série
1. Quiz: Tonosama no Yabō
2. Quiz: Tonosama no Yabō 2 - Zenkoku-ban : CP System, 1995